# 江﨑真澄
江﨑 真澄（えさき ますみ、1915年〈大正4年〉11月23日 - 1996年〈平成8年〉12月11日）は、日本の政治家。衆議院議員（17期）、総務庁長官、通商産業大臣、自治大臣、防衛庁長官などを歴任した。位階は正三位。

## 来歴

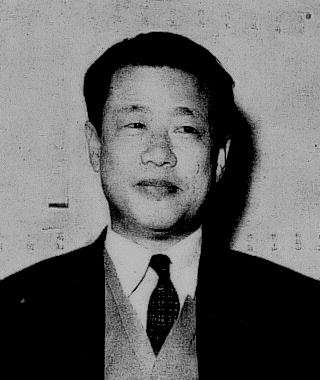
1960年頃の江崎

愛知県一宮市出身。旧制私立東邦商業学校から旧制第八高等学校（現・名古屋大学）に入学。八高に入ってすぐに肺結核にかかり、闘病生活中に小説を書き始める。1934年、雑誌『改造』の懸賞小説に、恋愛小説『長良』を応募し佳作となる。また、禅寺で修行するなどし、八高を中退する。その後、日本大学経済学部に進学する。作家を目指し、横光利一や菊池寛に紹介されるが、結局母校である東邦商業学校で教師となった。東邦商業校長の下出義雄は、名古屋にあった大同製鋼の社長でもあったため、下出社長の秘書となる。
1946年の衆議院議員総選挙に日本自由党から立候補し、初当選（当選同期に小坂善太郎・二階堂進・小沢佐重喜・石井光次郎・坂田道太・水田三喜男・村上勇・川崎秀二・早川崇・中野四郎など）。自由党の実力者で、農林大臣、自由党幹事長、総務会長を歴任した広川弘禅の忠臣として活躍した。広川が失脚した後は緒方竹虎派に所属し、緒方の死後は、砂田重政の庇護を受けた。砂田の死後、一時的に岸派に所属。
1960年7月14日に行われた自民党総裁選で池田勇人が当選。同年7月19日に発足した第1次池田内閣で、江﨑は防衛庁長官として初入閣した。総裁選で敗北した藤山愛一郎は、江﨑、星島二郎、小泉純也、福家俊一らとともに岸派から分派し、愛正会（藤山派）を結成した。 
1971年7月5日、第3次佐藤改造内閣が成立。防衛庁長官に就いた増原惠吉、西村直己が立て続けに辞任し、同年12月30日、後任として防衛庁長官に再び就任。同年、村上勇、水田三喜男らが水田派を結成した際、江崎もこれに合流した。
1972年の第2次田中角栄内閣では、自治大臣兼国家公安委員会委員長兼北海道開発庁長官に就任する。1973年に自由民主党の初代幹事長代理となり、マスコミに積極的に出演し、田中内閣の党側のスポークスマンとして活躍した。

### 水田派から田中派へ
金脈問題の追及を受けて1974年12月9日、田中内閣が総辞職。しかし田中角栄の政治力はいささかも衰えず、1975年6月、江崎は同じ水田派の田村元と共に田中派に入る。
ロッキード選挙と言われた1976年12月の総選挙では、田中派に属していたことが影響し、三木派の海部俊樹に初めて定数3の愛知県第3区のトップ当選の座を明け渡した。二人の得票に5万票以上の差ができたものの、同月の党役員改選で江崎は自民党総務会長に抜擢された。1977年、自民党政務調査会長に就任。
1978年、公選により自民党愛知県連会長に当選。同年12月に成立した第1次大平内閣で通商産業大臣を務めた。
1985年12月に成立した第2次中曽根内閣第2次改造内閣では、総務庁長官と対外経済問題・民間活力導入の特命事項担当大臣を務めた。
1987年7月4日、竹下登と金丸信は田中派会長の二階堂と袂を分かち、経世会を結成。江﨑は田中派（二階堂グループ）に残った。江﨑の片腕だった吉川博参議院議員、大木浩参議院議員らは竹下派に参加し、今枝敬雄衆議院議員（旧愛知1区）は竹下派にも二階堂グループにも与せず、中立派の道を選んだ。しかしその今枝も2か月も経たないうちに竹下派に参加した。
1989年6月8日、二階堂は二階堂グループを離脱。これに伴い同グループの会長に就任。
同年8月8日に行われた自民党総裁選挙で、最大派閥の竹下派は自派候補の擁立を見送り、河本派の海部俊樹を担ぐ道を選んだ。総裁選の候補者は海部のほか、宮澤派の支援を受けた二階堂グループの林義郎、安倍派の石原慎太郎の3人。県下の国会議員は一斉に海部の推薦人となったが、江﨑は林の推薦に回らざるをえず、吉川らとの溝は一段と深まった。
同年9月21日、一宮市長の森鉐太郎が在職中に死去。これに伴う一宮市長選で江﨑は市助役の福島義信を擁立するが、海部首相の推す神田真秋に敗れ、地元の愛知3区内でも気まずい雰囲気が生まれた。

### 選挙違反、自民党県連会長を退任
1990年2月18日の第39回衆議院議員総選挙で17期目の当選を果たす。翌2月19日、江﨑の公設第二秘書が買収容疑で逮捕。2月22日、一宮市今伊勢地区の後援会長が逮捕。2月23日、元佐織町議会議長の矢田潔が逮捕。3月2日、蟹江町議会議員の鈴木政一と弥富町議会議員の伊藤敏夫が逮捕。多数の逮捕者を出すが、自身は刑事罰を免れた。
同年3月8日、林義郎が宮澤派に移ると、二階堂グループはついに江﨑と山下元利の二人だけになった。
また、選挙終了と同時に、旧愛知5区の村田敬次郎が「あちこちから県連会長選立候補の打診があった」と次期県連会長の選挙について意欲を見せた。一気に江﨑続投か、村田登板かの動きが本格化した。村田陣営内では「この際、選挙ですっきり決着をつけた方がいい」という主戦論が根強かったが、県連幹部から選挙回避を模索する動きが出る。村田の所属する清和会の安倍晋太郎会長が村田に「江﨑さんとよく話し合うように」と伝えたことから、江﨑と村田は3月6日、7日に会談を重ね、江﨑が村田に禅譲する形で決着がついた。3月、自民党愛知県連会長を退任。
1992年12月初め、次期衆院選には出馬せず、地盤は三男の江﨑鉄磨に譲る意向を表明した。
1993年7月の総選挙で三男の鉄磨は新生党公認で立候補し初当選した。これに伴い政界を引退。引退後は、日本武道館会長として愛知と東京を往復する生活だったが、1996年夏頃から体調を崩していた。
1996年12月11日、多臓器不全のため東京都内の病院で死去。81歳没。

## 人物
- 1974年12月に総辞職に追い込まれた田中内閣であったが、田中派の結束は固く、衆議院60人、参議院35人、計95人から一人も脱ける者はいなかった。減らないどころか、1975年6月の江﨑、田村元の加入により逆に増えたことで、マスコミはこれを大きく取り上げた。「なぜ、かくも立派な方々が金脈問題を見て見ぬふりをするのか不思議で仕方がない」として、記者が江﨑に田中派加入の理由を尋ねると江崎はこう答えた[26]。

その後江﨑は1978年から1990年まで自民党愛知県連会長を務め、地元で長く権勢を振るった。
- 創政会旗揚げから間もない1985年2月25日、東京プリンスホテルで開かれた羽田孜のパーティーに出席した田中角栄は、竹下登の名前は一言も触れずに次のようにスピーチした[27]。

こう断言したものの、これは田中が世代交代を望まないゆえの時間稼ぎから出た方便であったと言われている。江﨑が歴任したポストは総裁候補級だったが、田中派では外様であったこと、また年齢的にも田中より年長で二階堂より年少という立場であったことから、江﨑を本気で擁立しようとする勢力は田中派内には特に存在しなかったと言われている。田中はこのスピーチから2日後の2月27日、脳梗塞で倒れ、それとともに一切の政治力を失った。
- 田中の金脈問題追及で名を馳せたジャーナリストの児玉隆也が1975年5月22日に38歳で病死すると、東宝で伝記映画の企画が持ち上がる。タイトルは『愛のとこしえ』に決まり、今井正が監督することで製作準備が始まったところ、江﨑ら複数の政治家が圧力をかけ、これを中止させた。製作担当副社長の藤本真澄は同年10月に同職を辞職した[29][30][31]。

- 日本吹奏楽指導者協会会長を1975年2月から1980年まで務めた[32]。1979年名誉会長[33]。

- 日本音楽財団会長を1978年10月から1992年3月まで務めた[34]。

- 一宮市印田通三丁目に住んでいた[25]。

## 元秘書
- 谷田武彦（元衆議院議員）
- 石田芳弘（元衆議院議員、元犬山市長）
- 佐藤錬（元衆議院議員）
- 前田雄吉（元衆議院議員）